# Bộ Thúc Thặng
Bộ Thúc Thặng (tiếng Trung: 步叔乘; bính âm: Bu Shu-sheng), hay Bộ Thúc Thừa (bính âm: Bushu Cheng), tự Tử Xa (子車), tôn xưng Bộ Thúc Tử (步叔子), người nước Tề thời Xuân thu, là một trong thất thập nhị hiền của Nho giáo.

## Cuộc đời
Bộ Thúc Thặng từ nước Tề đến nước Lỗ cầu học, được Khổng Tử thu làm đệ tử nhập thất, dạy về lễ chế. Năm 72, thời Hán Minh Đế, Bộ Thúc Thặng được phối thờ trong Khổng miếu.